# Herszełe Danielewicz
Herszełe (Hersz, Henoch , Hersz(e)l ) Danielewicz, jid. ‏הערשעלע דאַנילעוויטש‎ Herszele Danilewicz (ur. 30 stycznia 1882  w Lipnie k. Mławy (lub być może w Łodzi) , zm. 1941 (lub być może w 1942)  w Warszawie) – polski poeta ludowy, publicysta i folklorysta narodowości żydowskiej, tworzący w języku jidysz, znany szczególnie w okresie międzywojennym.

## Życiorys
Niedługo po jego urodzeniu rodzina przeprowadziła się do Warszawy, gdzie ojciec pracował w fabryce papierosów. On sam uczęszczał tam do chederu, a po śmierci matki (około 1888 roku) przeniósł się z ojcem do Łodzi, podejmując tam pracę robotnika. W latach 1908–1910 przebywał w Genewie, zaś od 1912, po powrocie do Łodzi, został współpracownikiem „Łódzkiej Gazety Porannej” (Lodzer Morgenblat). Po kilkumiesięcznym więzieniu za działalność polityczną zamieszkał w Kaliszu, ale musiał stamtąd uciekać przed niemieckimi represjami okresu I wojny światowej .
W latach 1915–1918 mieszkał ponownie w Łodzi, gdzie pracował m.in. dla prasy jidyszowej, natomiast od 1918 przebywał głównie w Warszawie , a ściślej w wówczas podwarszawskim Henrykowie . Zatrudniony był jako robotnik. Ożenił się i miał dwoje dzieci: syna i córkę .
W czasie okupacji niemieckiej przebywał w getcie warszawskim, gdzie współpracował z prasą konspiracyjną. Zasłynął wówczas ze swego czarnego humoru . Zmarł z głodu w getcie, osierocając syna Pinkusa, który trafił do przytułku .

## Twórczość
Jego debiut miał miejsce w roku 1904, w prasie jidyszowej. Pierwszą książkę opublikował w 1907, a były to „Wiersze Herszka” (Herszeles lider), zawierające proste utwory, pełne ciepła i specyficznego humoru. Tworzył także poezję dla dzieci (pierwszy tomik „Kanarki” – Zunfejgelech, 1918) .
Zbierał z zamiłowaniem pieśni ludowe i żołnierskie, anegdoty, żarty, opowiadania, bajki, zagadki ; wiele jego materiałów folklorystycznych opublikowano w zbiorowej publikacji „U nas, Żydów” (Ba undz jidn, pod red. M. Wanwila) .
Dwa z wierszy Danielewicza zyskały szczególną popularność jako piosenki: „Idź na strychy, właź do piwnic” (Gej af bojdems, krich in kelers) oraz „Raszke jest dobrą dziewczyną” (Raszke iz a mojd a wojle) .

## O Danielewiczu
Zarówno Danielewicza, jak i jego syna wspomniał zaprzyjaźniony z nim Icchak Kacenelson w swoim poemacie Pieśń o zamordowanym żydowskim narodzie (część XI: „Pamiętasz?”, pisana 14-16 grudnia 1943):

A to? Pinkuska płaszcz, synka Hersza poety, znałem miłego smyka!

Herszełe umarł przed rokiem z głodu. Jego sierotkę pamiętam w roli

Głodnego chłopca, co zwinnie, szybko bułkę porywa komuś z koszyka

I z krwią ją zjada, która zeń broczy, a głos mu w gardle drży mimo woli…

Kacenelson poświęcił mu także wstrząsający wiersz „Kronika śmierci Herszełe” (Di chronik fun Herszeles tojt), utrzymany w stylu ludowego lamentu, a opublikowany w konspiracyjnym piśmie Dror, jak również oskarżycielski względem urzędników i społeczności getta artykuł „Ja mam piosneczki!” (Ja mam lidelech!) .
Ponadto wielokrotnie pisze o Danielewiczu Zusman Segałowicz w swojej książce wspomnieniowej, poświęconej Żydowskiemu Związkowi Literatów i Dziennikarzy w Polsce pt. „Tłomackie 13”.